# Cerkev Svetih treh kraljev, Studenice
Cerkev Svetih treh kraljev v Studenicah  je nekdanja samostanska cerkev Samostana dominikank Studenice in sedaj župnijska cerkev župnije Studenice.
Samostan s cerkvijo predstavlja najdragocenejši spomenik romanike na Slovenskem. Vhod v cerkev krasita dva kleka (Thuja plicata). Notranjost cerkve je v glavnem baročna, to podobo je cerkev dobila v 18. stoletju. V stene so vzidani antični, najverjetneje rimski nagrobniki z epitafi. V cerkvi je tudi sarkofag mučenca sv. Fidelija, ki so ga prinesli iz katakomb v Rimu.

## Cerkvene orgle
Ko so leta 1733 prenavljali samostan, so stare orgle »shranili na podstrešje« in kupili nove, ki jih je izdelal mojster Andrej Schwarz iz Gradca. Leta 1889 jih je obnovil Franc Naraks. Premaknil jih je ob steno in novi igralnik postavil pred orgelsko omaro, katere prednja stena se zapira s krilnimi vrati. Na vratnih krilih sta na notranjih stranicah na levi strani naslikana kralj David s harfo in na desni sv. Cecilija, zavetnica cerkvenih pevcev. 

## Galerija
- Notranjost župnijske, nekdaj samostanske cerkve
- Originalen kip Zofije Rogaške
- Cerkvene orgle
- Vhod v cerkev s portalom